# 应廷皋
应廷皋。字鹤亭，又字蘧斋，浙江鄞县下应人，清朝中期藏书家。

## 生平
父亲应標，英年早逝，逝世时年仅二十四岁。应廷皋生于鄞县下应望族，家境殷实。应廷皋补得监生资格，并在乡里多行善举，建义庄，赡养孤寡老人。1832年，浙东发生饥荒，应氏倾家财予赈灾。与孙事伦为好友。
应廷皋为清朝中后期浙东大藏书家。自建“桂隐”藏书楼，又称作“桂隐轩”，藏书宏富，在浙东与卢址抱经楼、徐时栋水北阁、董沛六一山房齐名。《鄞县通志》记载应廷皋“在其（指菱池书屋）东边筑桂隐楼，藏书颇富”。但藏书后来因战乱多流失。